# Psychidopsis flavescens
Psychidopsis flavescens är en fjärilsart som beskrevs av Franciscus J.M. Heylaerts 1879. Psychidopsis flavescens ingår i släktet Psychidopsis och familjen säckspinnare. Inga underarter finns listade.